# Liste der denkmalgeschützten Objekte in Plavecký Peter
Die Liste der denkmalgeschützten Objekte in Plavecký Peter enthält die 32 nach slowakischen Denkmalschutzvorschriften geschützten Objekte in der Gemeinde Plavecký Peter im Okres Senica.

## Denkmäler
| Foto |                 | Denkmal / č. ÚZPF                                              | Standort / Konskr. Nr.                          | Offizielle Beschreibung                 | Beschreibung                                           | Metadaten                                                                   |
| ---- | --------------- | -------------------------------------------------------------- | ----------------------------------------------- | --------------------------------------- | ------------------------------------------------------ | --------------------------------------------------------------------------- |
| BW   | Datei hochladen | Skulptur auf Säule(sk) ObjektID: 205-654/0                     | Standort KG: Plavecký Peter Konskr.Nr.:         | Panna Mária,Kristus-Pieta;              | Pieta                                                  | č. NKP: 205-654/0 Stand des NKP: 2012-02-08 Name: SÚSOŠIE NA STĹPE          |
| BW   | Datei hochladen | Gebäude in regionaltypischem Baustil(sk) ObjektID: 205-10630/0 | 7 Standort KG: Plavecký Peter Konskr.Nr.: 7     | tehla nepálená,kameň;                   | gebrannte Ziegel, Stein                                | č. NKP: 205-10630/0 Stand des NKP: 2012-02-08 Name: DOM ĽUDOVÝ S HOSP.ČASŤ. |
| BW   | Datei hochladen | Gebäude in regionaltypischem Baustil(sk) ObjektID: 205-10631/0 | 12 Standort KG: Plavecký Peter Konskr.Nr.: 12   | kameň,tehla nepálená;                   | gebrannte Ziegel, Stein                                | č. NKP: 205-10631/0 Stand des NKP: 2012-02-08 Name: DOM ĽUDOVÝ S HOSP.ČASŤ. |
| BW   | Datei hochladen | Gebäude in regionaltypischem Baustil(sk) ObjektID: 205-10632/0 | Standort KG: Plavecký Peter Konskr.Nr.: 16      | kameň,tehla nepálená;                   | gebrannte Ziegel, Stein                                | č. NKP: 205-10632/0 Stand des NKP: 2012-02-08 Name: DOM ĽUDOVÝ S HOSP.ČASŤ. |
| BW   | Datei hochladen | Gebäude in regionaltypischem Baustil(sk) ObjektID: 205-10634/0 | 19 Standort KG: Plavecký Peter Konskr.Nr.: 19   | kameň,tehla nepálená;                   | gebrannte Ziegel, Stein                                | č. NKP: 205-10634/0 Stand des NKP: 2012-02-08 Name: DOM ĽUDOVÝ              |
|      | Datei hochladen | Gebäude in regionaltypischem Baustil(sk) ObjektID: 205-10635/0 | KG: Plavecký Peter Konskr.Nr.:                  | kameň,tehla nepálená;                   | gebrannte Ziegel, Stein                                | č. NKP: 205-10635/0 Stand des NKP: 2012-02-08 Name: DOM ĽUDOVÝ S HOSP.ČASŤ. |
| BW   | Datei hochladen | Gebäude in regionaltypischem Baustil(sk) ObjektID: 205-10636/0 | 29 Standort KG: Plavecký Peter Konskr.Nr.: 29   |                                         |                                                        | č. NKP: 205-10636/0 Stand des NKP: 2012-02-08 Name: DOM ĽUDOVÝ              |
| BW   | Datei hochladen | Gebäude in regionaltypischem Baustil(sk) ObjektID: 205-10637/0 | 32 Standort KG: Plavecký Peter Konskr.Nr.: 32   | kameň,tehla nepálená;                   | gebrannte Ziegel, Stein                                | č. NKP: 205-10637/0 Stand des NKP: 2012-02-08 Name: DOM ĽUDOVÝ S HOSP.ČASŤ. |
| BW   | Datei hochladen | Gebäude in regionaltypischem Baustil(sk) ObjektID: 205-10638/0 | 34 Standort KG: Plavecký Peter Konskr.Nr.: 34   | tehla pálená;                           | gebrannte Ziegel                                       | č. NKP: 205-10638/0 Stand des NKP: 2012-02-08 Name: DOM ĽUDOVÝ S HOSP.ČASŤ. |
|      | Datei hochladen | Gebäude in regionaltypischem Baustil(sk) ObjektID: 205-10639/0 | KG: Plavecký Peter Konskr.Nr.:                  | kameň,tehla nepálená;                   | gebrannte Ziegel, Stein                                | č. NKP: 205-10639/0 Stand des NKP: 2012-02-08 Name: DOM ĽUDOVÝ S HOSP.ČASŤ. |
| BW   | Datei hochladen | Gebäude in regionaltypischem Baustil(sk) ObjektID: 205-10640/0 | 52 Standort KG: Plavecký Peter Konskr.Nr.: 52   | kameň,tehla nepálená;                   | gebrannte Ziegel, Stein                                | č. NKP: 205-10640/0 Stand des NKP: 2012-02-08 Name: DOM ĽUDOVÝ S HOSP.ČASŤ. |
| BW   | Datei hochladen | Gebäude in regionaltypischem Baustil(sk) ObjektID: 205-10641/0 | 62 Standort KG: Plavecký Peter Konskr.Nr.: 62   | kameň,tehla nepálená;                   | gebrannte Ziegel, Stein                                | č. NKP: 205-10641/0 Stand des NKP: 2012-02-08 Name: DOM ĽUDOVÝ              |
| BW   | Datei hochladen | Gebäude in regionaltypischem Baustil(sk) ObjektID: 205-10642/1 | 71 Standort KG: Plavecký Peter Konskr.Nr.: 71   | kameň,tehla nepálená;                   | gebrannte Ziegel, Stein                                | č. NKP: 205-10642/1 Stand des NKP: 2012-02-08 Name: DOM ĽUDOVÝ S HOSP.ČASŤ. |
| BW   | Datei hochladen | Scheune(sk) ObjektID: 205-10642/2                              | 71 Standort KG: Plavecký Peter Konskr.Nr.: 71   |                                         |                                                        | č. NKP: 205-10642/2 Stand des NKP: 2012-02-08 Name: STODOLA                 |
| BW   | Datei hochladen | Gebäude in regionaltypischem Baustil(sk) ObjektID: 205-10643/0 | 73 Standort KG: Plavecký Peter Konskr.Nr.: 73   | kameň,hlina;                            | Stein, Ton                                             | č. NKP: 205-10643/0 Stand des NKP: 2012-02-08 Name: DOM ĽUDOVÝ S HOSP.ČASŤ. |
| BW   | Datei hochladen | Gebäude in regionaltypischem Baustil(sk) ObjektID: 205-10644/0 | 74 Standort KG: Plavecký Peter Konskr.Nr.: 74   | kameň,tehla nepálená;                   | gebrannte Ziegel, Stein                                | č. NKP: 205-10644/0 Stand des NKP: 2012-02-08 Name: DOM ĽUDOVÝ S HOSP.ČASŤ. |
| BW   | Datei hochladen | Gebäude in regionaltypischem Baustil(sk) ObjektID: 205-10645/0 | 75 Standort KG: Plavecký Peter Konskr.Nr.: 75   | kameň,tehla nepálená;                   | gebrannte Ziegel, Stein                                | č. NKP: 205-10645/0 Stand des NKP: 2012-02-08 Name: DOM ĽUDOVÝ S HOSP.ČASŤ. |
| BW   | Datei hochladen | Gebäude in regionaltypischem Baustil(sk) ObjektID: 205-653/0   | 76 Standort KG: Plavecký Peter Konskr.Nr.: 76   | tehla nepálená;                         | gebrannte Ziegel                                       | č. NKP: 205-653/0 Stand des NKP: 2012-02-08 Name: DOM ĽUDOVÝ                |
| BW   | Datei hochladen | Gebäude in regionaltypischem Baustil(sk) ObjektID: 205-10646/0 | 77 Standort KG: Plavecký Peter Konskr.Nr.: 77   | tehla,kameň;                            | Ziegel, Stein                                          | č. NKP: 205-10646/0 Stand des NKP: 2012-02-08 Name: DOM ĽUDOVÝ S HOSP.ČASŤ. |
| BW   | Datei hochladen | Gebäude in regionaltypischem Baustil(sk) ObjektID: 205-10647/1 | 78 Standort KG: Plavecký Peter Konskr.Nr.: 78   |                                         |                                                        | č. NKP: 205-10647/1 Stand des NKP: 2012-02-08 Name: DOM ĽUDOVÝ S HOSP.ČASŤ. |
| BW   | Datei hochladen | Scheune(sk) ObjektID: 205-10647/2                              | 78 Standort KG: Plavecký Peter Konskr.Nr.: 78   | murovaná;                               | Ziegel                                                 | č. NKP: 205-10647/2 Stand des NKP: 2012-02-08 Name: STODOLA                 |
| BW   | Datei hochladen | Gebäude in regionaltypischem Baustil(sk) ObjektID: 205-10648/0 | 81 Standort KG: Plavecký Peter Konskr.Nr.: 81   | kameň,tehla nepálená;                   | gebrannte Ziegel, Stein                                | č. NKP: 205-10648/0 Stand des NKP: 2012-02-08 Name: DOM ĽUDOVÝ S HOSP.ČASŤ. |
| BW   | Datei hochladen | Gebäude in regionaltypischem Baustil(sk) ObjektID: 205-10649/0 | 84 Standort KG: Plavecký Peter Konskr.Nr.: 84   | kameň,tehla nepálená;                   | gebrannte Ziegel, Stein                                | č. NKP: 205-10649/0 Stand des NKP: 2012-02-08 Name: DOM ĽUDOVÝ              |
|      | Datei hochladen | Gebäude in regionaltypischem Baustil(sk) ObjektID: 205-10650/0 | KG: Plavecký Peter Konskr.Nr.:                  | kameň,tehla nepálená;                   | gebrannte Ziegel, Stein                                | č. NKP: 205-10650/0 Stand des NKP: 2012-02-08 Name: DOM ĽUDOVÝ S HOSP.ČASŤ. |
| BW   | Datei hochladen | Elektrizitätswerk(sk) ObjektID: 205-10651/0                    | 98 Standort KG: Plavecký Peter Konskr.Nr.: 98   | kameň,tehla nepálená;Pôvodne vodný mlyn | gebrannte Ziegel, Stein, ursprünglich eine Wassermühle | č. NKP: 205-10651/0 Stand des NKP: 2012-02-08 Name: MLYN ELEKTRICKÝ         |
| BW   | Datei hochladen | Gebäude in regionaltypischem Baustil(sk) ObjektID: 205-10652/0 | 109 Standort KG: Plavecký Peter Konskr.Nr.: 109 | kameň,tehla nepálená;                   | gebrannte Ziegel, Stein                                | č. NKP: 205-10652/0 Stand des NKP: 2012-02-08 Name: DOM ĽUDOVÝ              |
|      | Datei hochladen | Gebäude in regionaltypischem Baustil(sk) ObjektID: 205-10653/1 | 134 KG: Plavecký Peter Konskr.Nr.: 134          | kameň,tehla nepálená;                   | gebrannte Ziegel, Stein                                | č. NKP: 205-10653/1 Stand des NKP: 2012-02-08 Name: DOM ĽUDOVÝ S HOSP.ČASŤ. |
| BW   | Datei hochladen | Scheune(sk) ObjektID: 205-10653/2                              | 134 Standort KG: Plavecký Peter Konskr.Nr.: 134 | kameň,tehla;                            | Ziegel, Stein                                          | č. NKP: 205-10653/2 Stand des NKP: 2012-02-08 Name: STODOLA                 |
| BW   | Datei hochladen | Gebäude in regionaltypischem Baustil(sk) ObjektID: 205-10654/0 | 135 Standort KG: Plavecký Peter Konskr.Nr.: 135 | kameň,tehla nepálená;                   | gebrannte Ziegel, Stein                                | č. NKP: 205-10654/0 Stand des NKP: 2012-02-08 Name: DOM ĽUDOVÝ S HOSP.ČASŤ. |
| BW   | Datei hochladen | Gebäude in regionaltypischem Baustil(sk) ObjektID: 205-10655/0 | 176 Standort KG: Plavecký Peter Konskr.Nr.: 176 | tehla nepálená;                         | gebrannte Ziegel                                       | č. NKP: 205-10655/0 Stand des NKP: 2012-02-08 Name: DOM ĽUDOVÝ S HOSP.ČASŤ. |
| ja   | Datei hochladen | Kirche(sk) ObjektID: 205-10732/1                               | 182 Standort KG: Plavecký Peter Konskr.Nr.: 182 | r.k.sv.Petra a Pavla;                   | römisch-katholische Kirche St. Peter und Paul          | č. NKP: 205-10732/1 Stand des NKP: 2012-02-08 Name: KOSTOL                  |
| BW   | Datei hochladen | Befestigung der Kirche(sk) ObjektID: 205-10732/2               | 182 Standort KG: Plavecký Peter Konskr.Nr.: 182 |                                         |                                                        | č. NKP: 205-10732/2 Stand des NKP: 2012-02-08 Name: OPEVNENIE KOSTOLA       |

## Legende
Die Tabelle enthält im Einzelnen folgende Informationen:
| Foto:                    | Fotografie des Denkmals. |
| Denkmal / č. ÚZPF:       | Die Übersetzung der Bezeichnung des Denkmals, wie sie vom Slowakischen Denkmalamt (Pamiatkový úrad Slovenskej republiky) verwendet wird. Die Originalbezeichnung ist unter dem Fragezeichen angegeben. Fehlt die Übersetzung, so wird die Originalbezeichnung direkt angezeigt. Weiters ist die Objekt-Identifikationsnummer (Objekt ID) angeführt. Sie ist die offizielle, in der Slowakei eindeutige Nummer č. ÚZPF inklusive der zugehörigen Zählnummer, wie sie in den Daten des Denkmalamtes angegeben wird. Da diese nur innerhalb eines Landkreises gezählt wird, ist dessen Nummer der Denkmalnummer vorangestellt. |
| Standort:                | Wenn in der Liste vorhanden, ist die Adresse angegeben. In Klammern kann sich noch eine zusätzliche Adresse befinden, wenn es beispielsweise ein Eckhaus ist. Bei freistehenden Objekten ohne Adresse (zum Beispiel bei Bildstöcken) ist eine Adresse angegeben, die in der Nähe des Objekts liegt. Durch Aufruf des Links Standort wird die Lage des Denkmals in verschiedenen Kartenprojekten angezeigt. Darunter sind die Katastralgemeinde (KG) und, wenn vorhanden, die Konskriptionsnummer (Konskr. Nr.) angegeben.                                                                                                   |
| Offizielle Beschreibung: | Es ist die Kurzbeschreibung auf Slowakisch, wie sie in den offiziellen Listen angegeben ist, eingetragen. |
| Beschreibung:            | Kurze Angaben zum Denkmal auf Deutsch. |
| Metadaten:               | Zusätzlich werden, wenn in den persönlichen Einstellungen das Helferlein Dauerhaftes Einblenden von Metadaten aktiviert ist, ebensolche angezeigt. |

- Karte mit allen Koordinaten:
- OSM |
- WikiMap